# Rüdiger Hitzigrath
Rüdiger Hitzigrath (ur. 27 grudnia 1929 w Berlinie, zm. 22 marca 2017 tamże) – niemiecki polityk, samorządowiec i urzędnik, parlamentarzysta krajowy, poseł do Parlamentu Europejskiego II kadencji.

## Życiorys
Syn pastora ewangelickiego Helmuta Hitzigratha (1891–1950). Jego ojciec sprawował posługę w Berlinie i wstąpił do organizacji Pfarrernotbund (zgromadzenia duchownych sprzeciwiających się wprowadzeniu paragrafu aryjskiego do Kościołów; należał do niej m.in. Martin Niemöller). W 1948 zdał egzamin maturalny, po czym podjął studia z prawa na Wolnym Uniwersytecie Berlińskim. W 1956 zdał prawniczy egzamin państwowy pierwszego stopnia, następnie od 1958 był współpracownikiem krajowej instytucji ubezpieczeń społecznych Bundesversicherungsanstalt für Angestellte. Wstąpił do branżowego związku zawodowego Gewerkschaft Öffentlicher Dienst und Dienstleistungen. W 1981 rozpoczął działalność jako samodzielny agent ubezpieczeniowy.
W 1963 zaangażował się w działalność Socjaldemokratycznej Partii Niemiec, w 1967 wybrano go radnym okręgu Charlottenburg-Wilmersdorf. Od 1971 do 1981 zasiadał w Izbie Deputowanych (landtagu miasta Berlin), od 1977 do 1980 będąc wiceprzewodniczącym frakcji. W listopadzie 1981 objął wakujący mandat w Bundestagu (zastępując Marie Schlei), sprawował go do końca kadencji w 1983. W kolejnym roku kandydował bez powodzenia do Parlamentu Europejskiego, mandat europosła II kadencji uzyskał 18 grudnia 1984 w miejsce Jürgena Brinckmeiera. Przystąpił do grupy socjalistycznej. Został wiceprzewodniczącym Komisji ds. Petycji (1987–1989), należał także m.in. do Komisji ds. Stosunków Gospodarczych z Zagranicą, Komisji ds. Kontroli Budżetu, Komisji ds. Transportu oraz Komisji ds. Rolnictwa, Rybołówstwa i Rozwoju Wsi. Później został kierownikiem fundacji wspierającej berlińskie szpitale.
W 2008 wyróżniony przez Senat Berlina honorowym tytułem Stadtältester von Berlin.